# Shaken 'n' Stirred
| Recensione              | Giudizio      |
| ----------------------- | ------------- |
| AllMusic                | [ 2 ]         |
| Sputnikmusic            | 2.7 (Average) |
| Dizionario del Pop-Rock | [ 4 ]         |
| 24.000 dischi           | [ 5 ]         |

Shaken 'n' Stirred è un album discografico in studio del cantante britannico Robert Plant, conosciuto come voce dei Led Zeppelin. Il disco è uscito nel maggio del 1985.

## Tracce

### LP
Lato A
1. Hip to Hoo – 4:51 (Robert Plant, Robbie Blunt, Paul Martinez, Jezz Woodroffe, Ritchie Hayward)
2. Kallalou Kallalou – 4:17 (Robert Plant, Jezz Woodroffe)
3. Too Loud – 4:07 (Robert Plant, Robbie Blunt, Paul Martinez, Jezz Woodroffe, Ritchie Hayward)
4. Trouble Your Money – 4:14 (Robert Plant, Robbie Blunt, Paul Martinez)
5. Pink and Black – 3:45 (Robert Plant, Robbie Blunt, Paul Martinez, Jezz Woodroffe, Ritchie Hayward)

Lato B
1. Little by Little – 4:43 (Robert Plant, Jezz Woodroffe)
2. Doo Doo a Do Do – 5:09 (Robert Plant, Robbie Blunt, Paul Martinez)
3. Easily Lead – 4:35 (Robert Plant, Paul Martinez, Jezz Woodroffe)
4. Sixes and Sevens – 6:04 (Robert Plant, Robbie Blunt, Paul Martinez, Jezz Woodroffe, Ritchie Hayward)

### CD
Edizione CD del 2007, pubblicato dalla Es Paranza Records (R2 74161)
1. Hip to Hoo – 4:53 (Robert Plant, Robbie Blunt, Paul Martinez, Jezz Woodroffe, Ritchie Hayward)
2. Kallalou Kallalou – 4:19 (Robert Plant, Jezz Woodroffe)
3. Too Loud – 4:11 (Robert Plant, Robbie Blunt, Paul Martinez, Jezz Woodroffe, Ritchie Hayward)
4. Trouble Your Money – 4:16 (Robert Plant, Robbie Blunt, Paul Martinez)
5. Pink and Black – 3:49 (Robert Plant, Robbie Blunt, Paul Martinez, Jezz Woodroffe, Ritchie Hayward)
6. Little by Little – 4:46 (Robert Plant, Jezz Woodroffe)
7. Doo Doo a Do Do – 5:12 (Robert Plant, Robbie Blunt, Paul Martinez)
8. Easily Lead – 4:39 (Robert Plant, Paul Martinez, Jezz Woodroffe)
9. Sixes and Sevens – 6:09 (Robert Plant, Robbie Blunt, Paul Martinez, Jezz Woodroffe, Ritchie Hayward)
10. Little by Little (Remixed Long Version) – 5:13 (Robert Plant, Jezz Woodroffe) – Traccia bonus, remixaggio di Mark Saunders e Rob Dickens

## Formazione
- Robert Plant - voce
- Toni Halliday - voce aggiunta
- Robbie Blunt - chitarra, guitar synth
- Paul Martinez - basso, chitarra
- Jezz Woodroffe - tastiere
- Ritchie Hayward - batteria

Note aggiuntive
- Robert Palmer, Benji Lefevre e Tim Palmer - produttori
- Tim Palmer e Benji Lefevre - ingegneri delle registrazioni
- Robert Plant - progetto design copertina album
- Icon - design copertina album, fotografia
- Tim Elcoch - grafica [7] [8]

## Classifica
Album
| Anno | Classifica            | Posizione raggiunta |
| ---- | --------------------- | ------------------- |
| 1985 | Official Albums Chart | 19                  |
| 1985 | Billboard 200         | 20                  |

Singoli
| Anno | Titolo del brano | Classifica             | Posizione raggiunta |
| ---- | ---------------- | ---------------------- | ------------------- |
| 1985 | Little by Little | Official Singles Chart | 83                  |
| 1985 | Pink and Black   | Official Singles Chart | 95                  |
| 1985 | Little by Little | Billboard Hot 100      | 36                  |
| 1985 | Little by Little | Mainstream Rock Songs  | 1                   |
| 1985 | Sixes and Sevens | Mainstream Rock Songs  | 18                  |